# ایکا دارویل
ایکا دارویل (به انگلیسی: Eka Darville؛ زادهٔ ۱۱ آوریل ۱۹۸۹) یک هنرپیشه اهل استرالیا است.
از فیلم‌ها یا برنامه‌های تلویزیونی که وی در آن نقش داشته است می‌توان به جسیکا جونز و اصیل‌ها اشاره کرد.